# Filipe da Costa
Filipe Gui Paradela Maciel da Costa (Lisbona, 30 agosto 1984) è un ex calciatore portoghese, di ruolo centrocampista.

## Carriera
Ha giocato nella massima serie dei campionati greco, bulgaro e cipriota.